# Lebensgemeinschaft

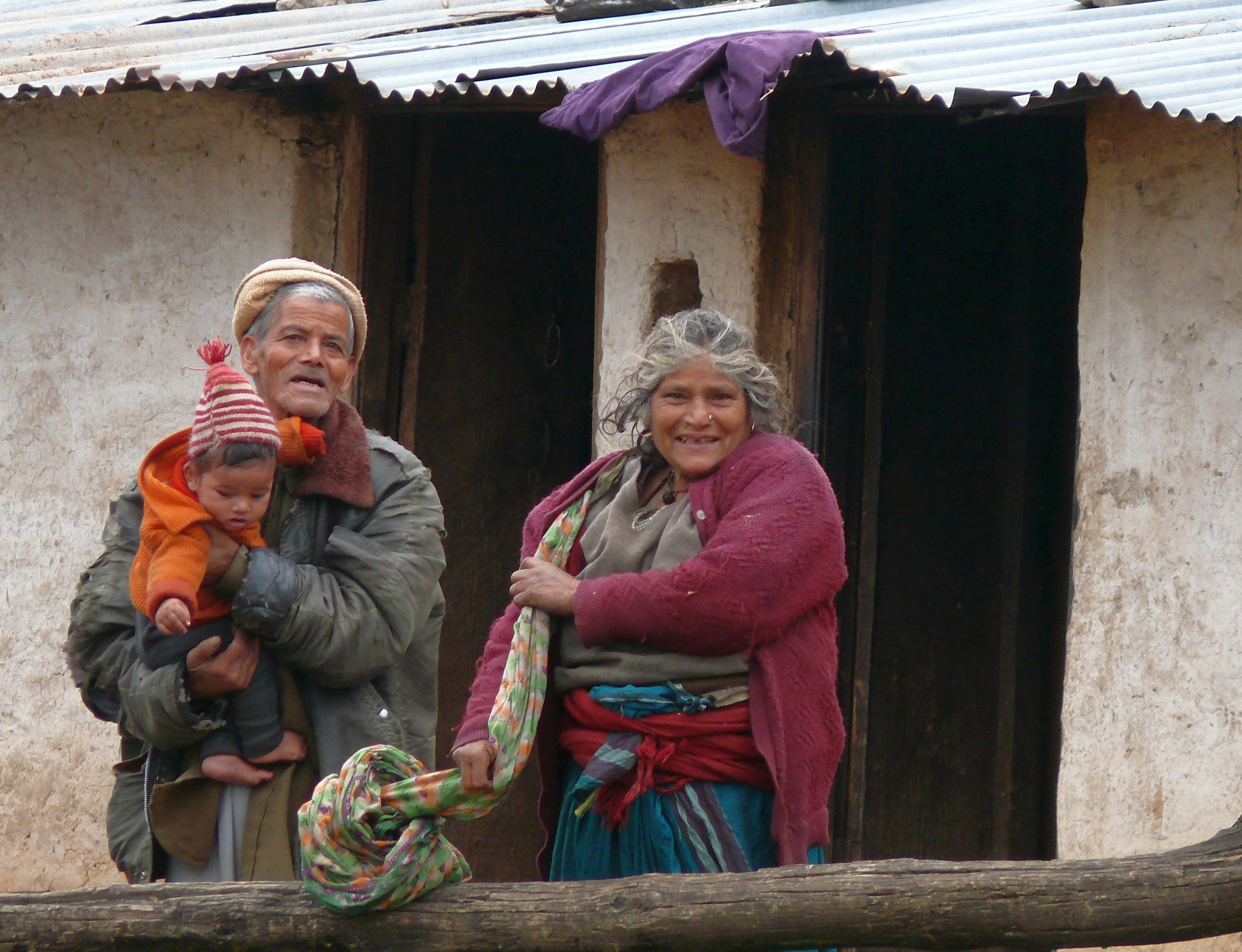
Die weltweit am meisten verbreitete Lebensgemeinschaft ist die zwischen zwei Sexualpartnern.

Unter einer Lebensgemeinschaft versteht man im deutschen juristischen Jargon das auf Dauer angelegte Zusammenleben von Sexualpartnern in einem Privathaushalt.
Umgangssprachlich dagegen bezeichnet der Ausdruck „Lebensgemeinschaft“ meist eine nichteheliche sexuelle Partnerschaft, und zwar unabhängig von der sexuellen Orientierung der Partner.

## Juristische Verwendung des Begriffs

### „Tisch und Bett“
Neben der Übernahme gegenseitiger Verantwortung und grundsätzlich lebenslanger Dauer ist die Lebensgemeinschaft, als mensa et thoro (lat. für „mit Tisch und Bett“), nach § 1353 Abs. 1 BGB Kernelement der Ehe. Ein Verheirateter, dessen Ehegatte z. B. die gemeinsame Wohnung verlassen, Versorgungsleistungen eingestellt oder Liebesbeziehungen zu Dritten aufgenommen hat, kann nach § 1353 ff. BGB beim Familiengericht per Herstellungsklage auf eine Herstellung und Verwirklichung der ehelichen Lebensgemeinschaft klagen; aufgrund von § 120 Abs. 3 FamFG kann ein solches Urteil zwar nicht vollstreckt werden, der Verlassene kann auf der Grundlage einer erfolglosen Herstellungsklage aber einen Antrag auf Scheidung einreichen.

### „Nichteheliche Lebensgemeinschaft“
Der Terminus „Lebensgemeinschaft“ wird im deutschen juristischen Jargon nicht nur als Synonym für „Tisch und Bett (teilen)“ verwendet, sondern auch als Sammelbezeichnung für Partnerschaften mit gemeinsamem Haushalt, unabhängig von deren Rechtsstatus. Juristen verwenden den Ausdruck insbesondere in der Formulierung „nichteheliche Lebensgemeinschaft“, die die Bezeichnung „eheähnliche Gemeinschaft“ zunehmend ablöst und auf zeitgemäße Weise alle Formen des Zusammenlebens von Sexualpartnern bezeichnet, die nicht miteinander verheiratet sind.

### „Sozialpädagogische Lebensgemeinschaft“
Das deutsche Sozialrecht (SGB) kennt daneben auch den Begriff einer sozialpädagogischen Lebensgemeinschaft, in der pädagogische Fachkräfte mit Kindern und Jugendlichen zusammenleben, die aufgrund schwerwiegender Verhaltensstörungen einer ständigen professionellen Betreuung bedürfen.

## Sprachgebrauch in der Soziologie
Im soziologischen Jargon wird der Terminus „Lebensgemeinschaft“ (auch: Kohabitation) als Oberbegriff für sämtliche Formen des Zusammenlebens von Sexualpartnern verwendet, die in einer Gesellschaft verbreitet sind. In den Diskursen der Lebensformenpolitik, die sich besonders mit den individualisierten Gesellschaften der Westlichen Welt befassen, beschreibt der Ausdruck eine große Bandbreite von Formen des privaten Zusammenlebens.
In der älteren Fachliteratur bezeichnet der Ausdruck gelegentlich auch eine soziale Gemeinschaft generell.

## Umgangssprachlicher Gebrauch
Umgangssprachlich wird der Ausdruck auch verwendet, um Ordensgemeinschaften, Kommunitäten, Kommunen und andere Kollektive zu bezeichnen, deren Mitglieder sich zu dauerhafter Gemeinschaft einschließlich gemeinsamer Haushaltsführung zusammenschließen, weil sie einem religiösen, spirituellen oder weltanschaulichen Programm folgen, das sie ermutigt oder das ihnen die Gelegenheit bietet, zu den Lebensformen, die in der jeweiligen Gesellschaft sonst einschlägig sind, eine Alternative zu wählen.
Abgegrenzt werden muss der Begriff Lebensgemeinschaft vom Begriff Lebensbund (Beispiel: Studentenverbindung), der eine lebenslange gegenseitige Bindung und Verpflichtung, aber nicht zwingend ein lebenslanges Zusammenleben im selben Haushalt vorsieht.